# Mike Müllestein
Mike Müllestein (* 22. Mai 1989) war ein aktiver Schweizer Schwinger.

## Karriere als Schwinger
Mike Müllestein konnte am Eidgenössischen Schwingfest 2016 in Estavayer-le-Lac, 2019 in Zug und 2022 in Pratteln den Gewinn des Eidgenössischen Kranzes feiern. Dazu kommen 4 Kranzfestsiege (Schwyzer Kantonalfest 2015 in Küssnacht und 2022 in Muotathal, Nordwestschweizer Schwingfest 2018 in Basel, Basellandschaftliches Kantonales 2019 Läufelfingen), Schlussgangteilnahmen am Innerschweizer Schwingfest 2016 in Einsiedeln, am Rigi-Schwinget 2021 und am Stoos-Schwinget 2023 sowie 13 regionale Festsiege (Rangschwinget Riaz 2010/2012, Muotathaler-Schwinget 2013/2018, Hallenschwinget Bolligen 2016, Frühjahrsschwinget Oberarth 2016/17, Hallenschwinget Sarnen 2017, Abendschwinget Küssnacht 2017, Herbstschwinget Siebnen 2018/2023, Frühjahrsschwinget Ibach 2019, Urner Ü20-Rangschwingfest 2021 in Schattdorf).
Er hat insgesamt (Stand September 2023) 67 Kränze gewonnen: 3 Eidgenössische Kränze, 15 Teilverbandskränze (11 ISV, 2 NWSV, 1 SWSV, 1 BKSV), 31 kantonale oder Gau-Kränze und 18 Bergkränze (7 Stoos, 5 Rigi, 3 Brünig, 2 Schwägalp, 1 Schwarzsee)
In der offiziellen Jahrespunkteliste des Eidgenössischen Schwingerverbands belegte Müllestein 2023 den 13. Rang.

## Leben
Mike Müllestein wohnt in Steinerberg.